# Jena
|  | Per a altres significats, vegeu «Jena (Louisiana)». |

Jena és una ciutat d'Alemanya situada a la riba del riu Saale. Forma part de l'estat de Turíngia. Amb una població que supera els 106.915 habitants (31 de desembre 2012) és la segona ciutat més gran de l'estat federat de Turíngia, després d'Erfurt i per davant de Gera i Weimar. La ciutat es divideix administrativament en 4 grans districtes: Stadtzentrum, Lobeda, Winzerla i Zwätzen.

## Història

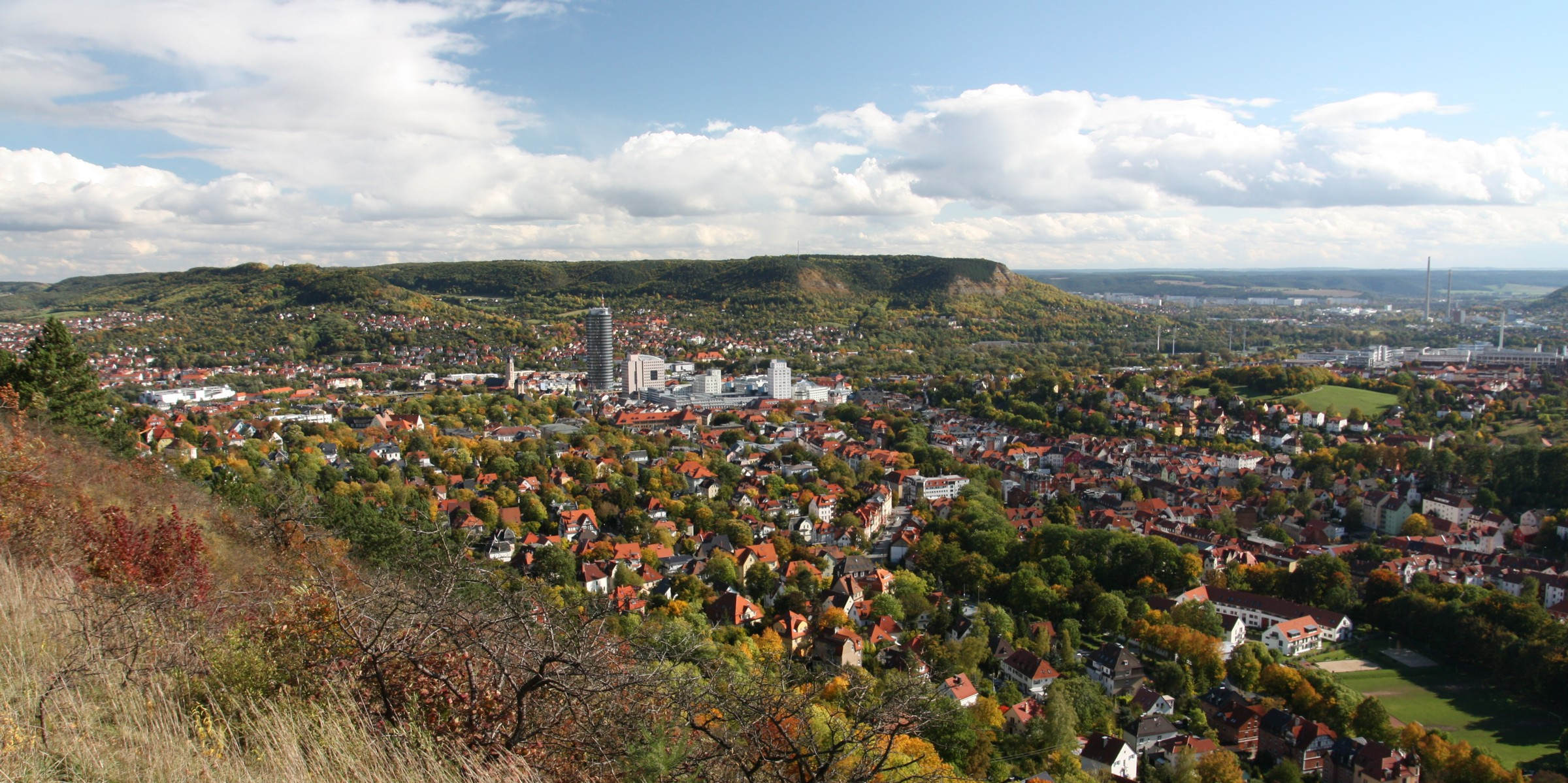
vista de la ciutat de Jena

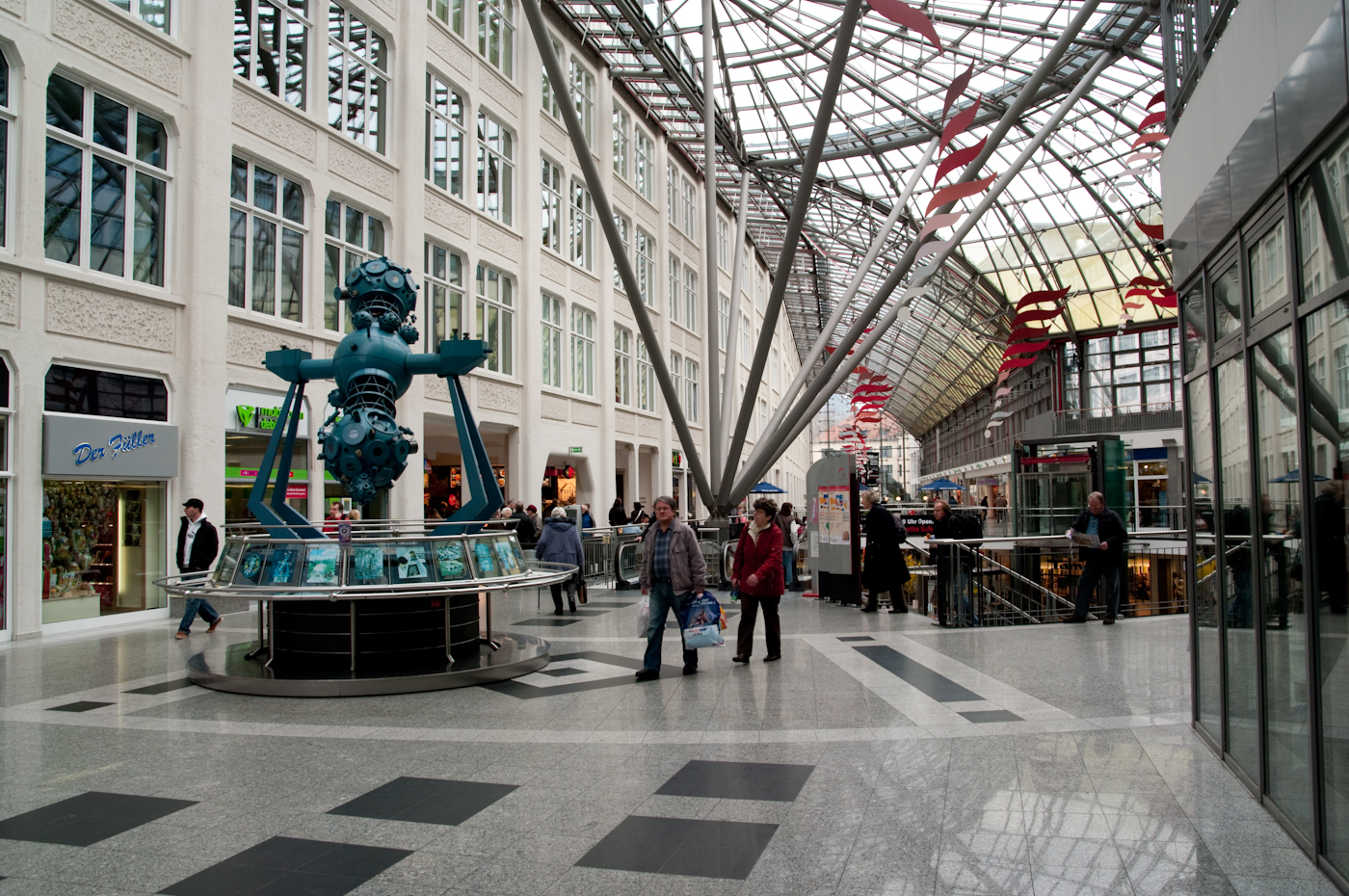
Centre comercial Goethe Gallerie de Jena

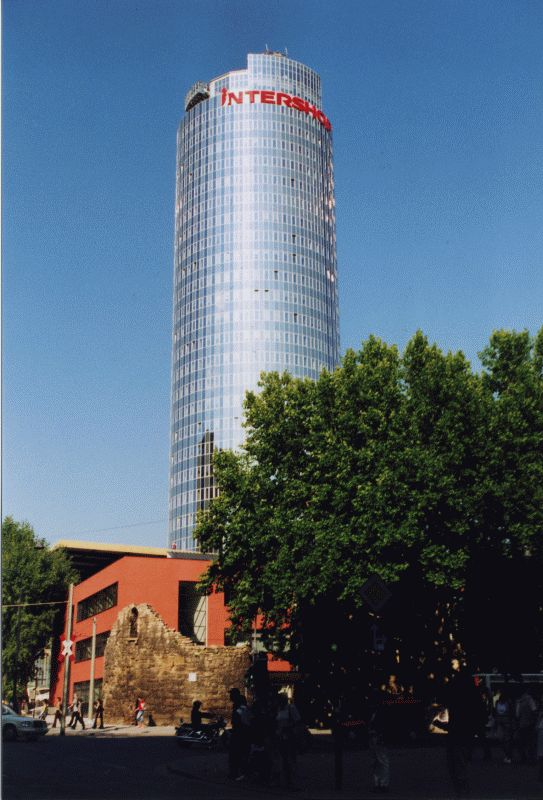
L'edifici Intershop a Jena

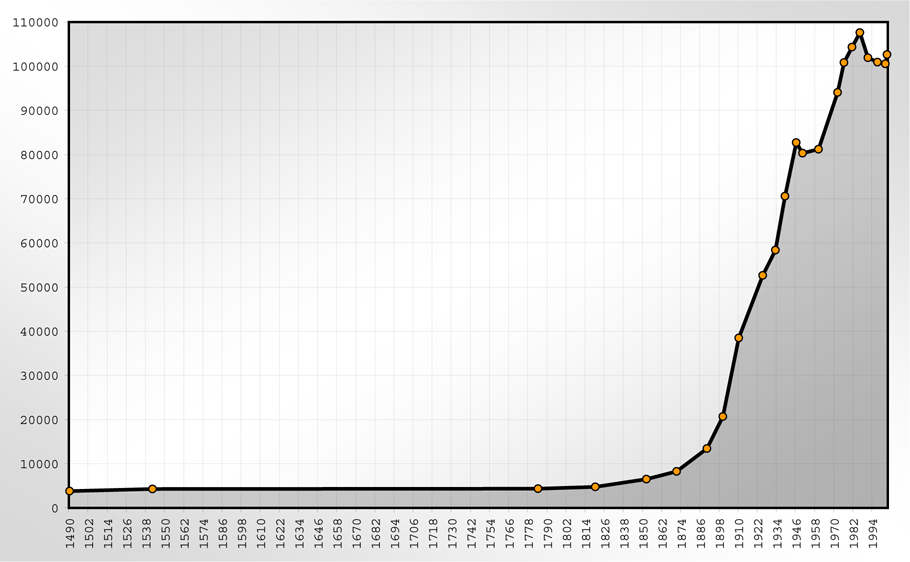
Evolució de la població

La primera menció que es fa de Jena és el 1236. Es va desenvolupar com ciutat mercat fins a la fundació de la universitat en 1558.
El 14 d'octubre de 1806 Napoleó derrota l'exèrcit prussià a la batalla de Batalla de Jena-Auerstädt.
El 1788 el conegut poeta i escriptor alemany Friedrich von Schiller s'instal·la a la ciutat, on resideix fins al 1799.
Karl Marx es doctorà el 1841 en filosofia a la universitat Friedrich-Schiller de Jena.
El 1945, cap a la fi de la Segona Guerra Mundial, Jena fou fortament bombardejada per l'aviació americana i britànica. Moriren 153 persones i la major part del centre medieval de la ciutat fou destruït.

## Economia
Jena destaca per la seva indústria òptica (Zeiss) i farmacèutica (fins ara Jenapharm, recentment adquirida per Schering).
També hi ha presència d'indústria mecànica, química, mecànica de precisió, fotogràfica i del vidre.
La ciutat constitueix un dels millors exemples de ciutat de l'antiga RDA que s'ha adaptat a la transició a l'economia capitalista. Gràcies a les ajudes i subvencions del govern federal i la Unió Europea, la ciutat ha recuperat l'estructura d'empreses centenàries com Carl Zeiss, que van aconseguir sobreviure a la nacionalització realitzada per l'antic govern comunista.
Jena és, a més, un important focus d'inversió alemanya i estrangera.

## Infraestructures
La ciutat es troba molt ben comunicada amb la seva perifèria, així com amb la resta de grans ciutats dels Länder adjacents. A nivell local compta amb un excel·lent transport públic operat per JeNah (Jenaer Nahverkehrsgesellschaft mbh) consistent en un ampli nombre de línies d'autobusos urbans i també de tramvia (conegut popularment com a Straba, de Strassenbahn).
Quant a la xarxa ferroviària, Jena compta amb 4 estacions de tren operades per la companyia ferroviària Deutsche Bahn: Jena Paradies (principal), Jena Ost, Göschwitz (Saale) i Saale Bahnhof.

## Esports
L'equip local de futbol és el FC Carl-Zeiss Jena, fundat el 1966. El seu estadi, Ernst-Abbe-Sportfeld es troba al costat del Paradies, nom que rep el parc més gran de la ciutat, a la riba del riu Saale. L'estadi es va fundar el 24 d'agost de 2004. Al Paradies hi ha més instal·lacions esportives, com un camp de llançament de disc, un camp de tir amb arc i un camp de beisbol.

## Personatges il·lustres
- Carl Zeiss
- Friedrich Otto Schott
- Ernst Abbe
- Beate Zschäpe
- Karl Wilhelm Feuerbach (1800-1834), matemàtic.

## Referències

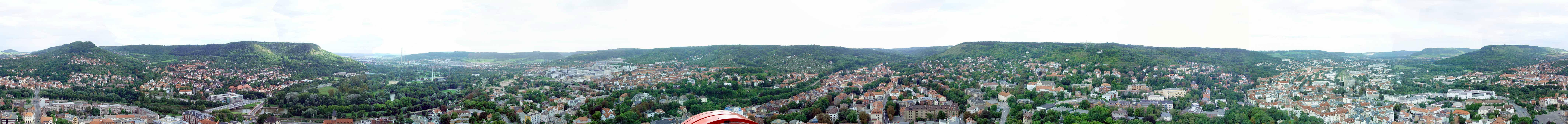
Vista panoràmica de Jena